# Diuréticos osmóticos
Un diurético osmótico es un tipo de diurético que inhibe la reabsorción de agua y sodio (Na). Son sustancias farmacológicamente inertes que son administradas vía intravenosa. Aumentan la osmolaridad de sangre y el filtrado renal.
Dos ejemplos de este serían el manitol y la isosorbida.
En la nefrona, los diuréticos osmóticos actúan en las partes que son permeables al agua.
Los diuréticos osmóticos actúan expandiendo el líquido extracelular y el volumen de plasma, aumentando así el flujo sanguíneo al riñón. Esto elimina el gradiente medular cortical en el riñón. Esto evita que el asa de Henle concentre la orina, que por lo general utiliza el alto gradiente osmótico y de solutos para poder transportar solutos y agua.
Estos agentes pueden también actuar en otras partes del cuerpo. Por ejemplo,  pueden ser utilizados para reducir la presión intracraneal e intraocular. Los diuréticos osmóticos incrementan el volumen de plasma, pero ya que no cruzan la barrera hematoencefálica, no afecta al sistema nervioso. Esto en efecto, causa su acción que reduce localmente el volumen de plasma en el sistema nervioso.

## Mecanismo de acción
Los diuréticos osmóticos tienen su mayor efecto en el túbulo contorneado proximal y la rama descendente del asa de Henle. Estos sitios son libremente permeables al agua. A través de efectos osmóticos, también se oponen a la acción de la ADH en el túbulo colector. La presencia de un soluto no reabsorbible como lo es el manitol previene la absorción normal de agua al interponer una fuerza osmótica compensatoria. Como resultado de esto, el volumen de la orina aumenta. 
El incremento del flujo de orina disminuye el tiempo de contacto entre el líquido y el epitelio tubular, reduciendo así la reabsorción de sodio y agua. La natriuresis resultante es de menor magnitud que la diuresis del agua, lo que eventualmente conduce a una pérdida excesiva de agua e hipernatremia.
Cualquier agente osmóticamente activo que sea filtrado por el glomérulo pero no reabsorbido provoca que el agua sea retenida en estos segmentos y promueve la diuresis de esta. Estos agentes pueden ser usados para reducir la presión intracraneal y promover la eliminación rápida de las toxinas renales. El diurético osmótico prototípico es el manitol.
El manitol reduce la presión intracraneal a través de dos efectos en el cerebro. El primero, el efecto reológico, reduce la viscosidad de la sangre, promoviendo así la expansión del plasma y el suministro de oxígeno cerebral. En respuesta a esto, se produce vasoconstricción cerebral debido a la autorregulación y disminuye el volumen sanguíneo cerebral. El segundo efecto se produce mediante la creación de un gradiente osmótico a través de la barrera hematoencefálica, que conduce al movimiento del agua desde el parénquima al espacio intravascular. El volumen de tejido cerebral disminuye y, por lo tanto, la PIC disminuye.